# Торнако
Торнако (итал. Tornaco) — коммуна в Италии, располагается в регионе Пьемонт, в провинции Новара.
Население составляет 881 человек (2008 г.), плотность населения составляет 68 чел./км². Занимает площадь 13 км². Почтовый индекс — 28070. Телефонный код — 0321.
Покровительницей коммуны почитается святая равноапостольная Мария Магдалина, празднование 22 июля.

## Демография
Динамика населения: